# Verner von Heidenstam
Carl Gustaf Verner von Heidenstam (Olshammar, 6 juli 1859 - Övralid, 20 mei 1940) was een Zweedse dichter en romanschrijver, die in 1916 de Nobelprijs voor Literatuur kreeg. Vanaf 1912 was hij zelf lid van de Zweedse Academie. Zijn werk geeft meestal een gepassioneerd beeld van het Zweedse karakter, leven en de tradities van het land, en is patriottistisch van aard.

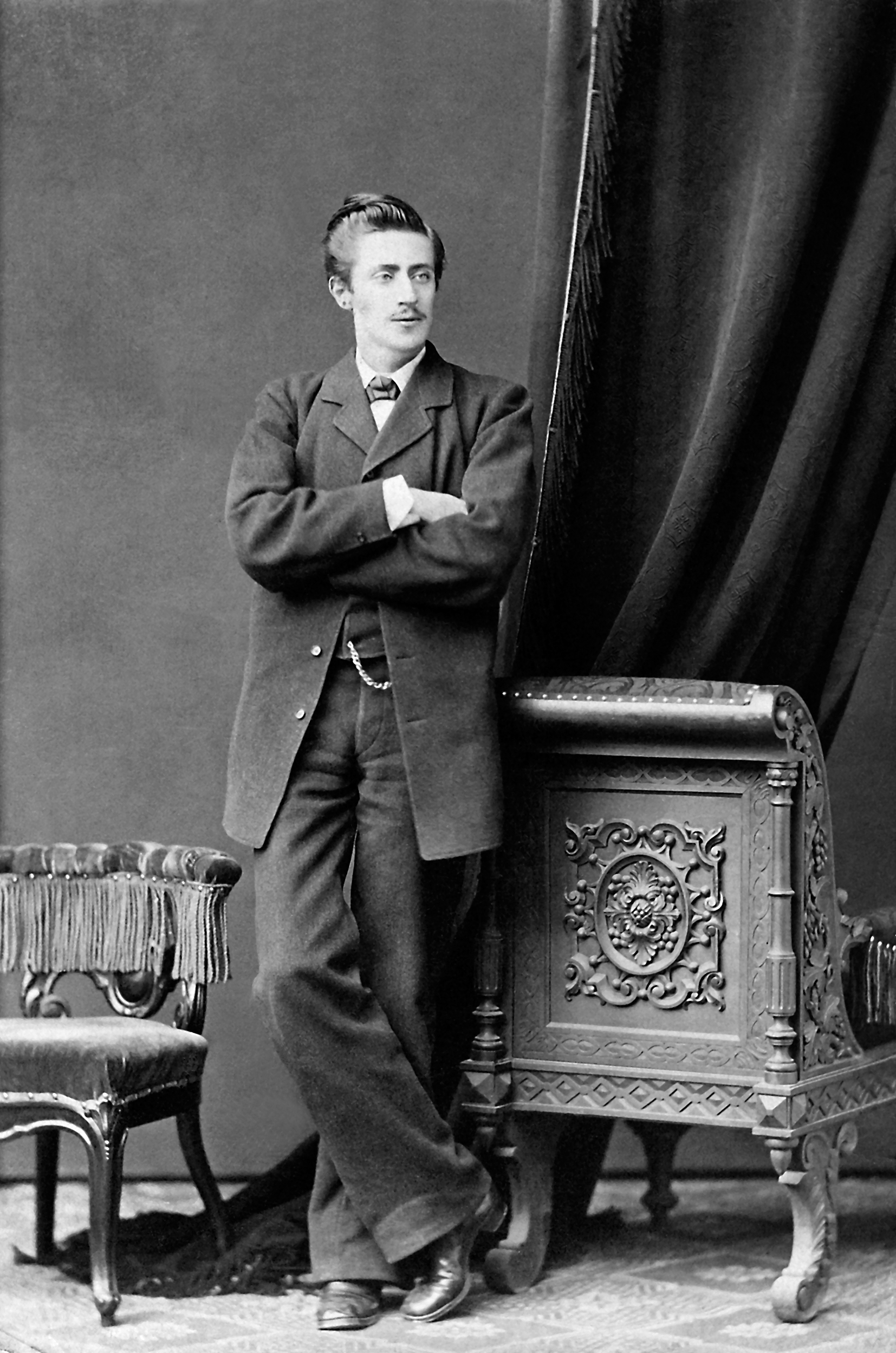
Verner von Heidenstam, 20 jaar oud

Hij werd geboren in Olshammar in een adellijke familie. Hij studeerde schilderkunst aan de Academie van Stockholm, maar verliet die snel om te gaan reizen in Europa, Afrika en het Midden-Oosten. Zijn werk Vallfart och vandringsår (1888) is een verzameling van gedichten die geïnspireerd werden door zijn reizen in het Midden-Oosten, en verlaat de naturalistische stijl die op dat moment dominant was in de Zweedse literatuur.
Zijn liefde voor schoonheid komt ook naar voren in zijn allegorische roman Hans Alienus (1892). Dikter (1895) en Karolinerna (twee delen, 1897-1898), laten een liefde voor het naturalisme zien. De twee delen van Folkunga Trädet (1905-1907) zijn het verhaal van de stamhoofden van een Zweedse stam in de Middeleeuwen.
Zijn verzameling gedichten Nya Dikter (1915) behandelt filosofische thema's, vooral over hoe de mensheid kan verbeteren door middel van eenzaamheid.
Hij stierf in 1940 thuis, in Övralid.

## Werken
- Från Col di Tenda till Blocksberg (1888)
- Vallfart och vandringsår (1888)
- Renässans (1889)
- Endymion (1889, roman)(Ned.vertaling van Ph.Wijsman: Endymion, Amsterdam, 1900)
- Hans Alienus (1892)
- Dykter (1895)
- Karolinerna (1897-1898, roman)
- Sankt Göran och draken (1900)
- Heliga Birgittas pilgrimsfärd (1901)(Ned.vertaling van D.Logeman-van der Willigen, Utrecht, 1918)
- Ett folk (1902)
- Skogen susar (1904)
- Folkunga Trädet (2 delen, 1905-1907)
- Svenskarna och deras hövdingar (1910)
- Nya Dikter (1915)

## Over von Heidenstam
- Staffan Björck Verner von Heidenstam,Hasselt:Heideland 1960
- F.Böök Verner von Heidenstam, 2 delen, Stockholm 1959